# Александровское караимское духовное училище
Александровское караимское духовное училище (др.-евр. בית מדרש אלכסנדר לחזנים לבני מקרא‬ Бет мидраш Александр ле-хаззаним ли-вне Микра) в Евпатории (1895—1918) — национальное караимское среднее учебное заведение; выпускало караимских священников (газзанов) и караимских вероучителей, то есть преподавателей для караимских начальных школ. Воспитанники, обучавшиеся бесплатно, обязаны были после окончания курса отработать три года учителями караимских школ и три года газзанами.
По мнению историков, это учебное заведение сыграло значительную роль приобщения караимской молодежи к европейской культуре.

## Открытие
Училище было основано на средства караимов, пожертвовавших на его создание 200 000 рублей, и содержалось на проценты от основного капитала, сбора платы за обучение, пожертвований частных лиц и благотворительных организаций. Оно было названо в честь царя Александра III в ознаменование его спасения с семьёй во время крушения поезда 17 октября 1888 года.
С момента основания Александровского караимского духовного училища первым инспектором был И. И. Казас, а председателем попечительского совета — С. М. Пампулов.

## Особенности преподавания
Обучение в училище длилось 7 лет, из них 1-3 классы были одногодичными, а 4-5 — двухгодичными.
Во всех классах преподавался древний библейский язык как для понимания Священного Писания, так и для серьёзного богословского образования, чтобы будущие караимские духовные деятели могли свободно читать книги богословского содержания.
Кроме богословских предметов преподавались и общеобразовательные: русский язык (со словесностью), история, география, немецкий язык (в объёме гимназического курса), педагогика (в объёме учительской семинарии), арифметика, геометрия, физика (в объёме городских училищ).
Преподавание велось на русском языке, предметы религиозного характера могли преподавать только караимы.
Обучение было платным и бесплатным, бесплатно обучалось 20 бедных караимских мальчиков, из которых 10 иногородних находилось на полном обеспечении; евпаторийцы получали только одежду и обувь.

## Персоналии
- Самуил Моисеевич Пампулов — председатель Попечительского совета АКДУ (с момента основания)

### Выпускники
Выпускники Александровского караимского духовного училища
- Ельяшевич, Борис Саадьевич — выдающийся караимский учёный, писатель, общественный деятель.
- Катык, Арон Ильич — выдающийся караимский писатель, педагог и общественный деятель, первый газзан (священник) с высшим образованием.
- Ормели, Исаак Юфудович — газзан и меламмед.
- Круглевич (Нейман), Илья Яковлевич — юрист, преподаватель в средней и высшей школе.
- Гумуш, Давид Маркович — караимский просветитель.
- Лопатто, Шелумиэль — поэт.
- Фарумда, Фёдор Семёнович — газзан в Париже.